# Stegastes baldwini
Stegastes baldwini, thường được gọi là cá thia Baldwin hay cá thia Clipperton, là một loài cá biển thuộc chi Stegastes trong họ Cá thia. Loài này được mô tả lần đầu tiên vào năm 1980.

## Phân bố và môi trường sống
S. baldwini là loài đặc hữu của khu vực đông Thái Bình Dương, và chỉ được tìm thấy duy nhất tại đảo san hô Clipperton (thuộc Pháp), trong phạm vi rộng 4 km² ở rạn san hô, do đó phạm vi sinh sống của nó có thể dưới 10 km² tại nơi đây. S. baldwini thường sống xung quanh các rạn san hô và những khu vực đá vôi ở độ sâu lên đến khoảng 100 m; ít khi sống ở vùng nước cạn (khoảng 30 m trở lại).
Ở vùng biển nhiệt đới phía đông Thái Bình Dương, sau những tác động của El Niño đã dẫn đến tình trạng nước quá ấm và nghèo dinh dưỡng trong thời gian dài. Tuy nhiên, S. baldwini là loài sống ở biển sâu nên sự suy giảm không xảy ra nghiêm trọng như đối với các loài sống ở vùng nước nông. S. baldwini được liệt vào danh sách Loài sắp bị đe dọa.

## Mô tả
S. baldwini trưởng thành dài khoảng 11,5 cm. Tthân của S. baldwini có màu nâu sậm hoặc vàng nâu với các lớp vảy lớn có viền đen. Phần đầu thường có pha lẫn màu vàng. Môi có màu vàng. Mống mắt màu xanh lam thẫm. Cuống đuôi có màu trắng nổi bật và có một vài điểm vàng.
Số ngạnh ở vây lưng: 12; Số vây tia mềm ở vây lưng: 15 - 16; Số ngạnh ở vây hậu môn: 2; Số vây tia mềm ở vây hậu môn: 12 - 13; Số vây tia mềm ở vây ngực: 21 - 22.
Thức ăn của S. baldwini là vi tảo và các động vật không xương sống (giun, giáp xác). S. baldwini sinh sản theo cặp, trứng bám dính vào đáy biển và được bảo vệ bởi cá đực.